# Priocnemis shidai
Priocnemis shidai (лат.) — вид дорожных ос рода Priocnemis (Pompilidae).

## Распространение
Дальний Восток. Россия: Курильские острова (Кунашир). Япония (Хонсю).

## Описание
Длина тела самцов 4,7—7,0 мм, самок — 5,8—9,0 мм. Основная окраска тела чёрная. Лёт отмечен в июле, августе и сентябре. Предположительно, как и другие виды своего рода охотится на пауков. Вид был впервые описан в 1962 году японским энтомологом Р. Исикавой (R. Ishikawa).